# HD 171780
HD 171780，又名BD+34 3245，SAO 67134、HR 6984，是一颗恒星，视星等为6.1，位于銀經63.04，銀緯18.05，其B1900.0坐标为赤經18h 31m 36.6s，赤緯+34° 18.05′ 37″。